# Arthur Zimmermann
 (mai 2019).
Si vous disposez d'ouvrages ou d'articles de référence ou si vous connaissez des sites web de qualité traitant du thème abordé ici, merci de compléter l'article en donnant les références utiles à sa vérifiabilité et en les liant à la section « Notes et références ».
Pour les articles homonymes, voir Zimmermann.
Arthur Zimmermann (5 octobre 1864 - 6 juin 1940) est le ministre des Affaires étrangères allemand du 22 novembre 1916 au 6 août 1917, date de sa démission. Son nom est associé au télégramme Zimmermann pendant la Première Guerre mondiale.  Il était également très impliqué dans des plans visant à soutenir le mouvement d'indépendance irlandais et à aider les Bolcheviks à saper l'Empire russe.

## Sa carrière
Né à Marggrabowa, arrondissement d'Oletzko en province de Prusse, il fait son droit de 1884 à 1887 à Königsberg, puis à Leipzig. Il devient membre du Corps Masovia (1884) et du Corps Lusatia Leipzig (de) (1885). Il commence sa carrière professionnelle comme avocat, puis obtient un doctorat en droit. En 1893, il embrasse la carrière diplomatique et entre au service consulaire à Berlin. Envoyé en Chine en 1896 (Canton en 1898), il accède au rang de consul en 1900. Alors qu'il est en poste en Extrême-Orient, il assiste à la révolte des Boxers en Chine.
Après avoir été rappelé au ministère des Affaires étrangères, il est nommé sous-ministre en 1911, et le 24 novembre 1916, il accepte sa nomination au poste de ministre, succédant à Gottlieb von Jagow dans ces fonctions. En fait, depuis plusieurs années, il assumait la plus grande partie des négociations avec les envoyés étrangers, du fait de la timidité maladive de von Jagow. Il fut le premier ministre des Affaires étrangères à ne pas être un aristocrate.

## LeKronrat
En tant que ministre des Affaires étrangères, il prend également part à ce que l'on appelle le Kronrat, des délibérations qui ont lieu en juillet 1914, avec le Kaiser Guillaume II et le chancelier Theobald von Bethmann-Hollweg, au cours desquelles la décision est prise de soutenir l'Autriche-Hongrie après l'assassinat de l'archiduc François-Ferdinand d'Autriche à Sarajevo, ce qui finit par aboutir au déclenchement de la guerre. Plus tard, il rejette le terme de Kronrat parce que l'opinion du Kaiser était décisive dans la discussion, mais Bethmann-Hollweg et Zimmermann ont approuvé la décision.

## Exécution de l'infirmière Edith Cavell
Arthur Zimmermann en tant que ministre des Affaires étrangères est également appelé à commenter l'exécution d'Edith Cavell par un peloton d'exécution le 12 octobre 1915. L'incident a fait sensation auprès de la presse du Royaume-Uni et des États-Unis et devient une affaire politique. Il commence par dire qu’« il était dommage que mademoiselle Cavell dut être exécutée », mais que cela était nécessaire. 
Il continue en concédant que c'est une terrible chose de devoir exécuter une femme, mais qu'il faut faire attention aux conséquences si un État, particulièrement un État en guerre, ne punit pas les femmes après qu'elles aient commis des crimes destinés à porter atteinte à la sûreté de ses armées. Aucune cour criminelle du monde (encore moins dans le cas d'une juridiction soumise aux lois martiales) n'aurait fait une telle distinction (car l'homme et la femme sont égaux devant la loi), etc. Il avait devant lui le verdict du tribunal et était « convaincu qu'aucun tribunal au monde n'aurait prononcé un autre  verdict », et ainsi de suite. 

## Paix à l'Est
- l'arrêt des combats sur la ligne de front ;
- le retrait réciproque des territoires occupés ;
- un accord amiable au sujet de la Pologne, de la Lituanie et de la Courlande;
- la promesse d'aider la Russie à se reconstruire et se moderniser ;
- enfin, Lénine et les révolutionnaires émigrés pourraient traverser l'Allemagne dans un train scellé pour rejoindre la Russie.

Ces propositions, si elles étaient acceptées, devaient libérer les armées allemandes du front est et leur permettre de se concentrer à l'ouest, un coup magistral qui devait renforcer le font ouest de façon décisive pour l'Allemagne. 
Le plan de Zimmermann réussit.

## La mission du nonce Pacelli
Fin juin 1917, Zimmermann trouve la première véritable occasion de faire avancer les négociations de paix. Au cours de plusieurs réunions avec le nonce apostolique en Bavière, Eugenio Pacelli, le futur Pie XII, et Uditore Szioppa, qui sont en mission d'enquête, le chancelier Bethmann-Hollweg et Arthur Zimmermann exposent leurs projets. Il n'y aurait pas d'annexions de territoires, pas de déplacements de frontières avec la Russie, la Pologne devait rester un État indépendant, toutes les zones occupées en France et en Belgique devaient être évacuées, et la Lorraine restituée à la France. La seule contrepartie serait la restitution de toutes ses anciennes colonies à l'Allemagne.

## Sa démission
Le 6 août 1917, il démissionne de son poste de ministre des Affaires étrangères et est remplacé par Richard von Kühlmann.
Une des raisons de sa démission est le célèbre télégramme secret qu'il a envoyé le 16 janvier 1917 à son homologue mexicain (intercepté par la Marine britannique et transmis au président américain Wilson), dans lequel Zimmerman annonce la reprise de la guerres sous-marine et propose une alliance entre Allemagne et Mexique, avec à la clé, en cas de victoire allemande, l'annexion mexicaine du Sud des États-Unis. Celui-ci a vraiment justifié le vote du Congrès américain favorable à l'entrée en guerre, le Modèle:Date6 avril 1917. Deux ans et demi après le début de la Première Guerre mondiale, et le torpillage allemand du Lusitania en 1915, les États-Unis d'Amérique continuaient à observer une stricte neutralité dans le conflit. Malgré la réélection du président Woodrow Wilson sur le slogan « nous ne sommes pas en guerre, grâce à moi », il devient de plus en plus difficile de garder cette position.
Il meurt d'une pneumonie à Berlin le 6 juin 1940.